# Bröttjärna
Bröttjärna är en småort och by i Gagnefs socken i Gagnefs kommun. Byn ligger tre kilometer öster om Mockfjärd, söder om Västerdalälven. Den är långsträckt i nord-sydlig riktning. Många av gårdarna är kringbyggda med bevarat månghussystem.

## Befolkningsutveckling
| Befolkningsutvecklingen i Bröttjärna 1960–2015 | Befolkningsutvecklingen i Bröttjärna 1960–2015 | Befolkningsutvecklingen i Bröttjärna 1960–2015 | Befolkningsutvecklingen i Bröttjärna 1960–2015 | Befolkningsutvecklingen i Bröttjärna 1960–2015 |
| ---------------------------------------------- | ---------------------------------------------- | ---------------------------------------------- | ---------------------------------------------- | ---------------------------------------------- |
|                                                |                                                |                                                |                                                |                                                |
| År                                             |                                                |                                                | Folkmängd                                      | Areal (ha)                                     |
| 1960                                           | 1960                                           |                                                | 234                                            |                                                |
| 1965                                           | 1965                                           |                                                | 200                                            |                                                |
| 1970                                           | 1970                                           |                                                | 204                                            |                                                |
| 1990                                           | 1990                                           |                                                | 134                                            | 34#                                            |
| 1995                                           | 1995                                           |                                                | 146                                            | 36#                                            |
| 2000                                           | 2000                                           |                                                | 142                                            | 35#                                            |
| 2005                                           | 2005                                           |                                                | 140                                            | 33#                                            |
| 2010                                           | 2010                                           |                                                | 150                                            | 33#                                            |
| 2015                                           | 2015                                           |                                                | 135                                            | 43#                                            |
| Anm.: Upphörde som tätort 1975. # Som småort.  |                                                |                                                |                                                |                                                |